# 황선아 (가수)
황선아(1994년 ~ )는 대한민국의 가수다. 2018년 싱글 《1st Digital Single》로 데뷔했다.

## 방송
- 전국노래자랑
- 아침마당 (2019)
- 트롯 전국체전 (2020) - Top87

## 음반
- 1st Digital Single (2018)